# Werk in Uitvoering
Werk in Uitvoering was een muziektheatergroep uit de Nederlandse stad Groningen, die tussen 1973-1986 toneel en popmuziek combineerde met vormingswerk
De groep stelde problemen van jongeren aan de orde zoals werkloosheid, criminaliteit en racisme en koos stelling tegen opkomend rechtspopulisme. De groep bracht diverse theatershows en produceerde enkele lp's.

## Geschiedenis
De groep werd in 1973 in Groningen opgericht en oogstte in 1976 nationaal succes met de productie Weggewerkt. De groep trad vooral in jongerencentra op onder andere met de productie Jatwerk, over criminaliteit. In 1978 volgde het programma Wat Wou Je Nou, over het maken van beroepskeuzes.
De bezetting was op dat moment Rein Douze, Hugo Jan Peters, Roelof Pieters, Roelie Walraven, Diederik Otto, Jaap Stegeman, Louwrens Ellens en Hennie Haagsma. Eerder vormden ook Froukje van Houten en Jos Thie ook deel van de groep.
Veel succes had het programma Overlast uit 1981, de eerste Nederlandse rockrevue, met als onderwerp de economische crisis. De VARA zond de show uit en bracht een lp uit met een groot deel van het programma. In 1982 volgde een samen met de Anne Frank Stichting gemaakt onderwijsprogramma over fascisme en neo-fascisme. De verfilming  hiervan werd aanvankelijk bekroond met een Gouden Kalf, maar na protesten van andere producenten werd dit teruggedraaid (om formele redenen: de film was niet te zien geweest in bioscopen).
Met ingang van 1983 kreeg de vormgeving meer aandacht, maar bleef de politieke boodschap zeker van belang. Zo ging de productie Dosis over drugs. De productie Tussen De Chaos En De Kater over jongeren in een kraakpand was surrealistisch vormgegeven. Het programma Vocoder uit 1984 had een (nog) meer gestileerde vorm; het handelde over een van huis weggelopen meisje.
In 1985 werd in de productie Nuwa Kojéha in een programma met diavertoningen, dans en zang de technologische ontwikkeling aan de orde gesteld. Van dit programma, dat ook wel aangeduid is als disco-opera, werd een lp gemaakt.
Nadat de artistieke leiding net als 3 jaar eerder in andere handen was overgaan, viel in 1986 het doek. Sommige leden gingen verder in de bands Splitsing en De Jazzpolitie.

## Leden van  Werk in uitvoering
- Froukje Van Houten: actrice, zangeres;
- Henny Kaan: actrice, zangeres;
- Carla Hardy: actrice, zangeres;
- Rosanna van de Wagt: actrice, zangeres;
- Carmen Schilstra: actrice, zangeres;
- Tim Meeuws: acteur, zanger;
- Rob Bakker: acteur, zanger;
- Peter Gorissen: acteur, zanger;
- Peter Groot Kormelink: toetsen, zang;
- Miel de Vries: gitaar, zang;
- Jan Van Dijk: basgitaar, zang;
- Hennie Haagsma: drums, zang;
- Jaap Stegeman: toetsinstrumenten, zang;
- Michiel Koperdraat: basgitaar, toetsen, zang;
- René te Molder: drums;
- Bert Barten: toetsen, zang.

## Producties
- 1976: Weggewerkt
- 1979: Het Ergste Van Het Ergste
- 1981: Overlast (ook tv-programma en lp)
- 1982: De Oplossing (ook verfilmd; regisseur Sander Francken)
- 1982: Fata Morgana
- 1983: Tussen de Chaos en de Kater
- 1984: Dats de Stad en Dosis
- 1984: Vocoder
- 1985: Nuwa Kojéha en Zij Verschoot Van Kleur (Nuwa Kojeha ook lp)